# Contea di Moira
La contea di Moira è una local government area che si trova nello Stato di Victoria. Si estende su una superficie di 4078 km² e ha una popolazione di 28 124 abitanti. La sede del consiglio si trova a Cobram.